# Hans Quecke (Koptologe)
Hans Quecke SJ (* 31. Juli 1928 in Duisburg; † 5. März 1998 in Münster) war ein deutscher Jesuit, Koptologe und Liturgiewissenschaftler.

## Leben
Der Sohn einer Familie hoher Beamter nahm nach dem Abitur 1947 in Freiburg im Breisgau das Studium der katholischen Theologie auf, trat 1949 in den Jesuitenorden ein, und schloss 1958 das Theologiestudium an der Philosophisch-Theologischen Hochschule Sankt Georgen in Frankfurt am Main mit dem Lic. theol. ab. 1958 bis 1960 studierte er christliche Orientalistik an der Katholischen Universität Löwen, 1960–63 und 1964–65 Ägyptologie an der Universität Heidelberg. 1957 empfing er die Priesterweihe.
1965 bis 1997 wirkte Quecke als Nachfolger von Jean Simon SJ am Päpstlichen Bibelinstitut in Rom, lehrte vor allem Koptisch, daneben Armenisch und Georgisch. Der Bibelwissenschaft diente er durch die als vorbildlich geltende Edition dreier Evangelien des koptischen Neuen Testamentes im sahidischen Dialekt nach Handschriften des fünften und späterer Jahrhunderte.
Auf der Suche nach einem nicht überlaufenen koptologischen Arbeitsgebiet wandte er sich der koptischen Liturgie zu. Mit Untersuchungen zum koptischen Stundengebet wurde er 1970 in Löwen zum Dr. der orientalischen Philologie und Geschichte promoviert. In den Folgejahren schuf er wichtige Erst- und Neuausgaben koptisch-sahidischer Anaphoren, daneben Untersuchungen und Editionen von liturgischen Gesangstexten des christlichen Ägyptens.
1996 wurde Quecke zum Ehrenpräsidenten der International Association for Coptic Studies gewählt.
Sein römischer Kollege Tito Orlandi würdigte ihn in seinem Nachruf: „Severe in his judgments, but always friendly and encouriging, Hans Quecke leaves a void in coptology not easy to fill, and a heritage which time will not cancel“.
Seine letzten Jahre verbrachte er in Haus Sentmaring in Münster.

## Schriften (Auswahl)
- Untersuchungen zum koptischen Stundengebet (Publications de l'Institut Orientaliste de Louvain 3).  Louvain 1970.
- Das Markusevangelium saïdisch. Text der Handschrift PPalau Rib. Inv.-Nr. 182 mit den Varianten der Handschrift M 569. Papyrologica Castroctaviana, Barcelona 1972.
- Das Lukasevangelium saidisch. Text der Handschrift PPalau Rib. Inv.-Nr 181 mit den Varianten der Handschrift M 569. Papyrologica Castroctaviana, Barcelona 1977.
- Das Johannesevangelium saidisch. Text der Handschrift PPalau Rib. Inv.-Nr. 183 mit den Varianten der Handschriften 813 und 814 der Chester Beatty Library und der Handschrift M 569, Papyrologica Castroctaniana,  Roma-Barcelona 1984.